# Teuku Muhammad Hasan
Teuku Muhammad Hasan, pseudonimo di Teuku Sarong (Sigli, 4 aprile 1906 – Giakarta, 21 novembre 1997), è stato un politico indonesiano, partecipò al cosiddetto Gabinetto di Emergenza di Sjafruddin Prawiranegara durante la guerra d'indipendenza indonesiana, sia in qualità di Ministro dell'Educazione e della Cultura che di Ministro per gli Affari Religiosi. Il governo indonesiano lo ha insignito del titolo onorifico di Eroe Nazionale Indonesiano il 3 novembre 2006..

## Biografia

### Gli studi in Europa e l'adesione all'indipendentismo indonesiano
Nato da famiglia aristocratica nella cittadina di Sigli, nella Reggenza di Pidie, Aceh, suo padre, Teuku Bintara Pineung Ibrahim, era un funzionario di alto rango. Studiò presso la Volksschool (Scuola Comune) in lingua olandese di Lampoeh Saka tra il 1914 ed il 1917.

All'età di 25 anni decise di recarsi in Europa per studiare legge presso l'Università di Leida e durante il suo soggiorno olandese si unì al gruppo studentesco indipendentista Perhimpoenan Indonesia del quale facevano parte altre importanti figure del nazionalismo indonesiano, come Mohammad Hatta e Sutan Sjahrir. Nel 1933 si laureò come Meester in de Rechten, ovvero Master of Laws.

Nel 1934 fece ritorno in Indonesia e divenne subito oggetto di indagine da parte dell'autorità coloniale olandese in quanto sospettato di essere un attivista del movimento indipendentista indonesiano, subendo il sequestro di tutti i suoi libri e delle sue proprietà. Nel frattempo aderì al movimento islamico della Muhammadiyah (Seguaci di Allah), promuovendo la creazione della sezione femminile dell'organizzazione, la Aisyiah. Si dimostrò particolarmente attivo anche nel campo dell'educazione contribuendo alla creazione della fondazione Atjehsche Studiefonds, che aveva il compito di dispensare borse di studio per i giovani meritevoli di Aceh che non potevano proseguire gli studi per motivi economici. Fu anche uno dei membri del movimento per l'educazione Taman Siswa (Giardino dei discenti) e fondò la sede della scuola del movimento presso Kutaraja l'11 luglio 1937, del quale fu anche Presidente, con segretario Teuku Nyak Arif, altra importante figura di spicco del movimento nazionalista ad Aceh.

Nel 1938 si trasferì a Medan per collaborare presso gli uffici del Governatore di Sumatra, dove lavorò fino al 1942; durante il periodo dell'occupazione giapponese delle Indie Orientali Olandesi, collaborò in una cooperativa di lavoro presso Medan. Quando i giapponesi decisero di evacuare da Aceh, Teuku si unì ai nazionalisti indonesiani ed il 7 agosto 1945 venne eletto nel  Comitato preparatorio per l'indipendenza indonesiana (in indonesiano Panitia Persiapan Kemerdekaan Indonesia (PPKI)), composto da 62 membri con Sukarno in qualità di Presidente. Il 22 agosto 1945 venne nominato Governatore di Sumatra con sede a Medan.

### Membro del Governo di Emergenza della Repubblica d'Indonesia
Nel dicembre del 1948 l'autorità coloniale olandese sferrò la sua seconda offensiva contro l'esercito indipendentista repubblicano indonesiano nel tentativo di ristabilire il controllo sul territorio. A questa seconda offensiva venne dato il nome in codice di Operazione Corvo (Operatie Kraai). La maggior parte dell'offensiva si concentrò contro la capitale dell'autoproclamata Repubblica d'Indonesia, ovvero la città di Yogyakarta, dove si trovava il governo centrale della repubblica indipendentista indonesiana, con a capo Mohammad Hatta e Sukarno, i quali, decidendo di non fuggire per guidare le attività di guerriglia, vennero arrestati e condotti in esilio sull'isola di Bangka. Uno dei ministri sfuggiti all'arresto, Sjafruddin Prawiranegara, che all'epoca dell'offensiva si trovava nella città di Bukittinggi, si incontrò con Teuku Muhammad Hasan ed il comandante militare Colonnello Hidayat, il 19 dicembre 1948 per costituire un  Governo di Emergenza della Repubblica d'Indonesia (Pemerintahan Darurat Republik Indonesia) che venne proclamato ufficialmente il 22 dicembre 1948, con Hasan come Vice-Presidente del Gabinetto di Emergenza e con gli incarichi di Ministro dell'Educazione e della Cultura e degli Affari Religiosi ad interim.

Dopo un periodo di latitanza nel territorio di Sumatra occidentale per sfuggire alla repressione delle forze coloniali olandesi, il Governo di Emergenza, a seguito dell'accordo di pace Roem–van Roijen, che prevedeva l'espulsione dell'esercito olandese dal territorio sotto il controllo della repubblica indonesiana e la scarcerazione dei membri del governo indonesiano, non aveva più ragion d'essere e venne sciolto dallo stesso presidente Sjafruddin Prawiranegara.

### La nazionalizzazione delle compagnie petrolifere e l'attività educativa
Dopo il conseguimento dell'indipendenza indonesiana dal governo della Compagnia delle Indie Orientali Olandesi, Teuku Muhammad Hasan venne nominato Presidente della Commissione Industria e Commercio dell'assemblea del Consiglio dei Rappresentanti del Popolo (Dewan Perwakilan Rakyat o DPR), ovvero la camera bassa del Parlamento Indonesiano. In tale veste si adoperò per la nazionalizzazione delle compagnie petrolifere, e la sua mozione venne approvata il 2 agosto 1951. Come conseguenza di ciò vennero nazionalizzate le compagnie petrolifere olandesi nelle due compagnie nazionali Permina (isituita nel 1957) e Pertamin (istituita nel 1961). Successivamente, nel 1968, le due compagnie nazionali vennero unificate in un'unica compagnia, la Pertamina.

Dopo essersi ritirato a vita privata, Hasan fondò l'Università Serambi Mekkah di Banda Aceh, e si dedicò alla scrittura di diverse opere biografiche e a sfondo educativo. Dopo la sua morte, avvenuta il 21 settembre 1997 a Giakarta, è stato insignito della laurea honoris causa da parte dell'Università di Nord Sumatra nel 1990.